# Thomas Angyan

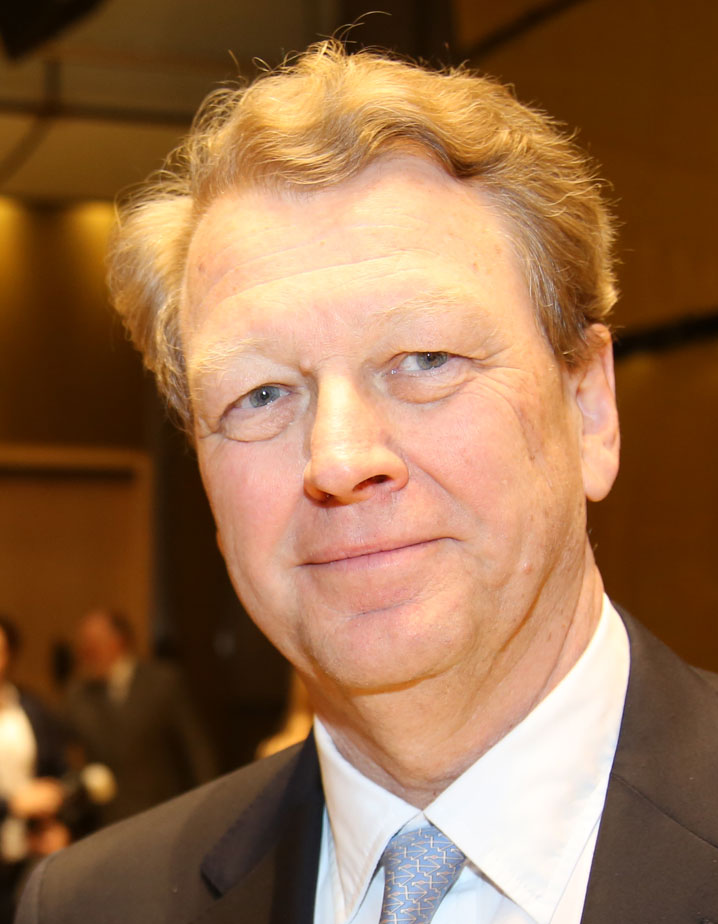
Thomas Angyan, 2015

Thomas Angyan (* 16. März 1953 in Wien) ist ein österreichischer Jurist, Musikmanager und war Intendant des Wiener Musikvereins.

## Leben

### Ausbildung und Karrierebeginn
Nach der Matura 1971 am Theresianum studierte Thomas Angyan Rechtswissenschaften an der Universität Wien. Nach der ersten Staatsprüfung arbeitete er ein halbes Jahr bei einer Bank in London und nach der zweiten Staatsprüfung am Wiener Konzerthaus. Noch während er sich auf die dritte Staatsprüfung vorbereitet hat, wurde er zur Mitwirkung an der Vorbereitung der Wiener Festwochen 1977 engagiert. Im selben Jahr promovierte er und bereitete einen Liedwettbewerb für die Gesellschaft der Musikfreunde vor. Anschließend absolvierte er den Lehrgang für kulturelles Management an der Hochschule für Musik und darstellende Kunst.
1978 wurde Angyan zum Generalsekretär der Musikalischen Jugend Österreichs, der Österreich-Sektion der internationalen Vereinigung „Jeunesses Musicales“, bestellt und war bis 1987 deren Geschäftsführer.

### Gesellschaft der Musikfreunde in Wien
1987 wurde Angyan in der Nachfolge von Albert Moser (1920–2001) zum Generalsekretär der Gesellschaft der Musikfreunde in Wien (bekannter als der Musikverein) designiert und trat diese Stelle im September 1987 an. 2005 wurde er zu deren erstem Intendant der Gesellschaft ernannt. Unter seiner Amtszeit wurde das Musikvereinsgebäude um- und ausgebaut. Unter anderem wurden mit dem Gläsernen und dem Metallenem Saal sowie dem Steinernen und dem Hölzerner Saal vier, von Wilhelm Holzbauer gestaltete neue Säle am 20. März 2004 eröffnet, sowie die Renovierung und Klimatisierung des gesamten Gebäudes vollzogen.
Anlässlich der Generalversammlung am 28. November 2018 gab Angyan bekannt, dass er seinen Vertrag, der am 30. Juni 2020 enden wird, nicht verlängert. Er sieht die Feierlichkeiten der Gesellschaft der Musikfreunde in Wien in der Saison 2019/20 mit dem Jubiläum der Eröffnung ihres Vereinsgebäudes den geeigneten Zeitpunkt, die Leitung in jüngere Hände zu legen. Ihm folgt der im April 2019 als Intendant designierte Stephan Pauly mit 1. Juli 2020 nach.
Angyan hat seinen Vertrag als Intendant des Wiener Musikvereins, der im Jahr 2020 ausläuft, nicht verlängert.

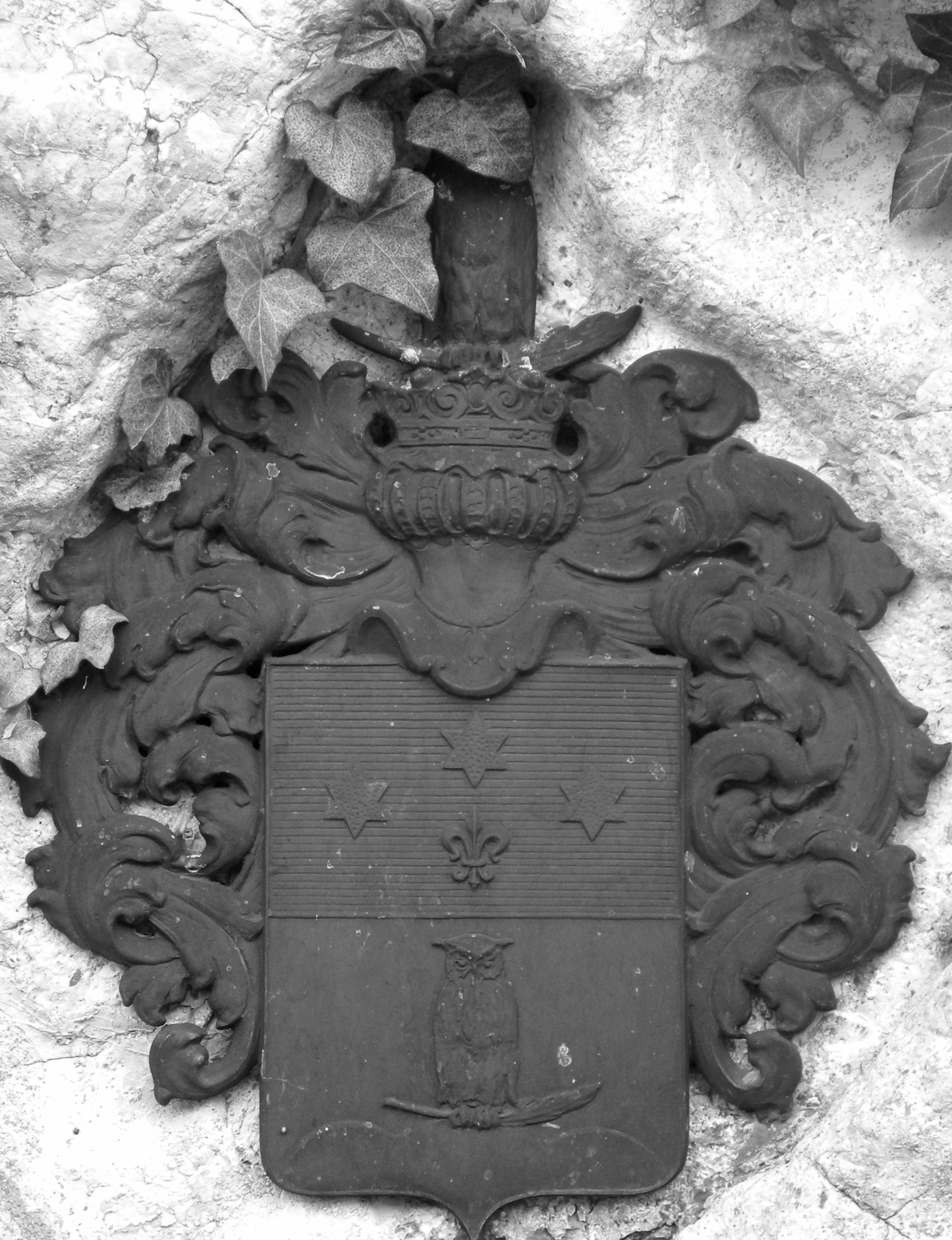
Wappen der Familie Ángyán de Vörösberény.

### Familie
Thomas Angyan stammt aus der alten ungarischen Adelsfamilie Ángyán de Vörösberény. Er ist der Sohn von Johannes Angyan (1919–1975), einem Industriellen und vormaligem Vorstandsmitglied der Leipnik-Lundenburger Zuckerfabriken-Actiengesellschaft sowie Kuratoriumsmitglied des Wiener Theresianums und von Margaretha (1924–2005), geborene Adam.
Er ist mit Eva Angyan (* 1957 in Wien), Lehrerin und vormalige Ballpräsidentin des Philharmonikerballes verheiratet. Ihr Sohn Johannes Angyan ist wie sein Vater Jurist, arbeitet als Forschungsassistent bei der Akademie der Wissenschaften und publiziert juristische Aufsätze.

### Ehrenämter
Angyan ist oder war in folgenden Ehrenämtern und Professuren aktiv:
- Gründungsmitglied (1989) der European Concert Hall Organisation (ECHO; gemeinsam mit Martijn Sanders, Concertgebouw Amsterdam, und Karsten Witt, Konzerthaus Wien)[20]
- Vorsitzender des Kuratoriums der Ernst von Siemens Musikstiftung[21]
- Gründungs-[21] und Vorstandsmitglied des Gustav Mahler Jugendorchesters[22]
- Vorstand des Alexander-Zemlinsky-Fonds bei der Gesellschaft der Musikfreunde in Wien[21] sowie Mitglied des Beirats der Förderstiftung[9]
- Vorstandsmitglied der Gottfried-von-Einem-Musik-Privatstiftung bei der Gesellschaft der Musikfreunde in Wien[23]
- Mitglied des Egon-Wellesz-Fonds bei der Gesellschaft der Musikfreunde in Wien[21]

## Auszeichnungen
- 2003: Ehrenkreuz für Wissenschaft und Kunst I. Klasse[2][21][Anm. 2]
- 2007: Goldenes Ehrenzeichen für Verdienste um das Land Wien[24] (mit einer Laudatio von Nikolaus Harnoncourt)[25]
- 2010: Mittlerer Orden der Aufgehenden Sonne am Band[26]
- 2015: Großes Silberne Ehrenzeichen des Ordens des Sterns der Italienischen Republik (O.S.I.)[27]
- 2019: Ehrensenator der Universität für Musik und darstellende Kunst Wien[28]
- 2020: Ehrenmitglied der Wiener Philharmoniker[29]
- 2021: Ehrenmitglied der Gesellschaft der Musikfreunde in Wien[30]